# Povijnice nachová

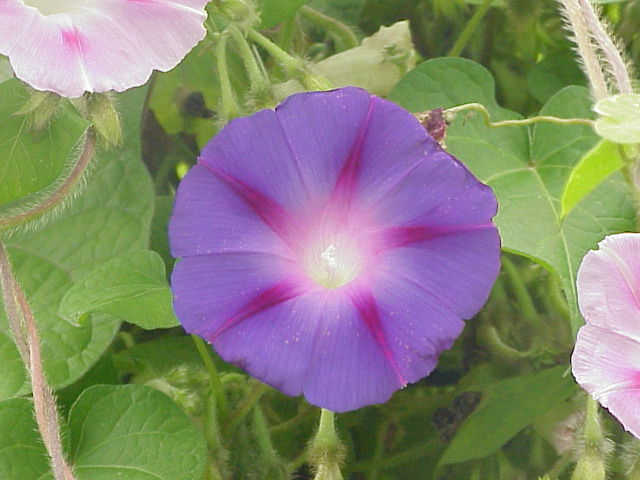
Květ

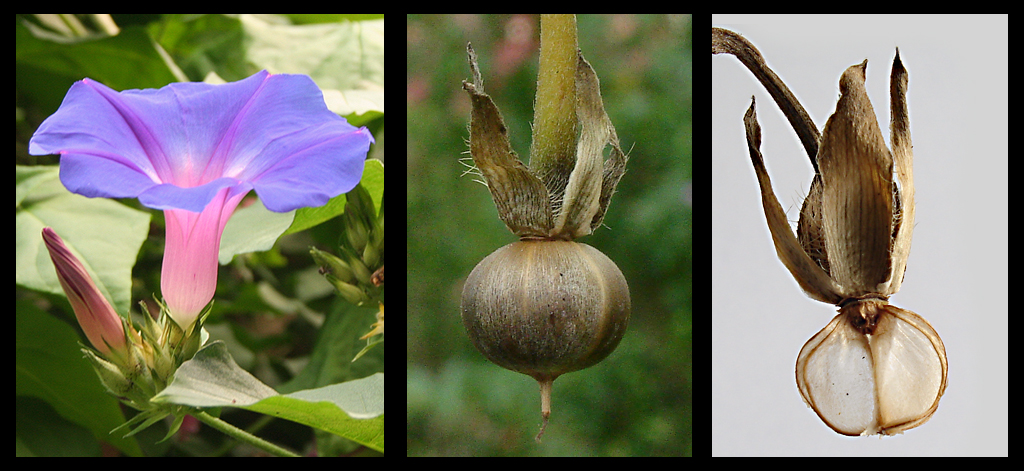
Květ a tobolka

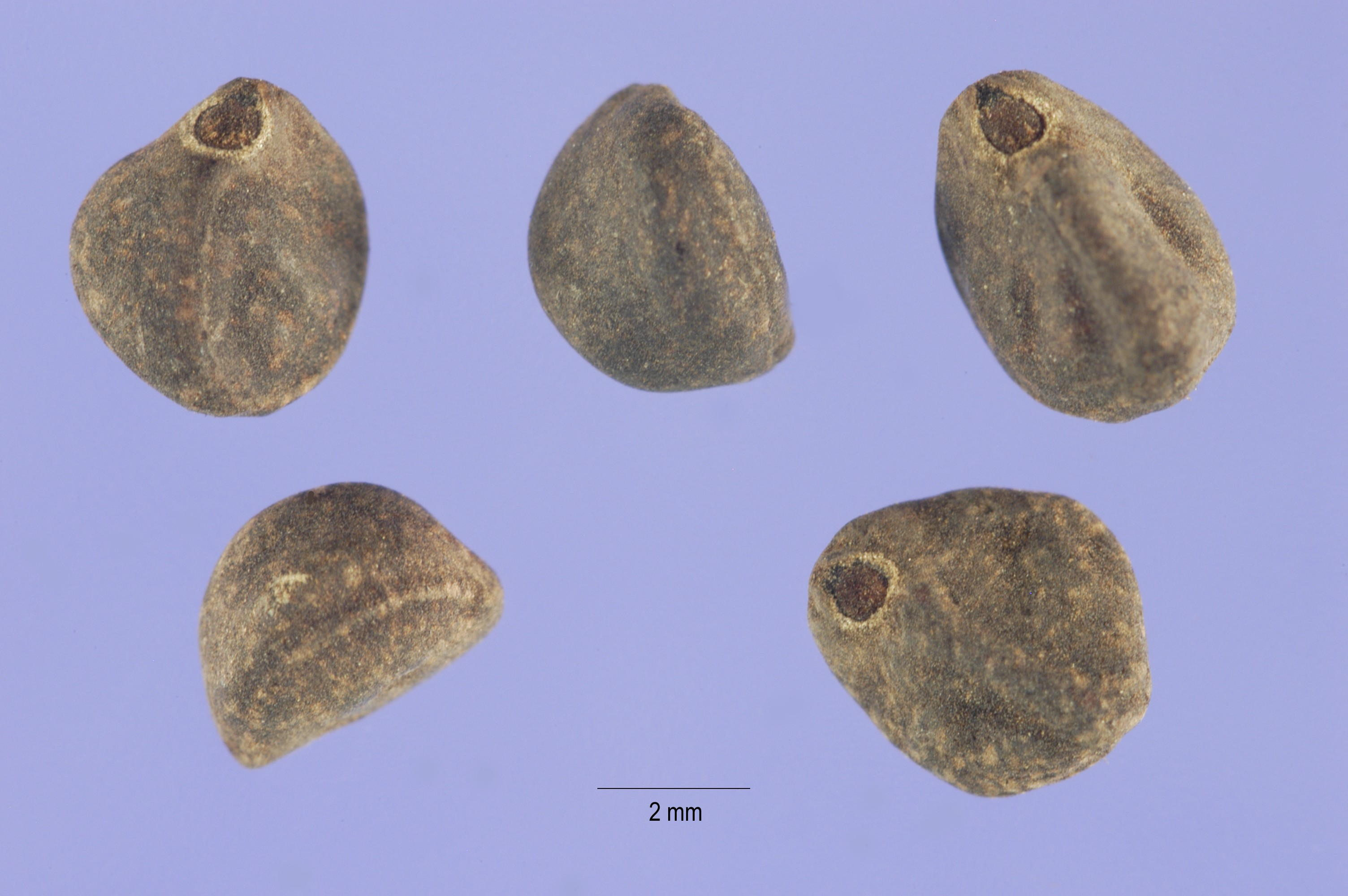
Semena

Povijnice nachová (Ipomoea purpurea) je popínavá jednoletá rostlina pocházející z tropické a subtropické Střední a Jižní Ameriky. Je jedním z asi 750 druhů rodu povijnice. Do Evropy byla dovezena přes Španělsko a v Anglii představena roku 1621. V současnosti se pro své velké barevné zvonkovité květy i nenáročnost pěstuje ve všech světadílech, kde většinou také zplaňuje.
V České republice se používá jako okrasná rostlina, která rozptylem semen příležitostně uniká ze zahrad. Pro svou choulostivost na chladné počasí se ve volné přírodě udrží jen krátce a pouze na chráněném místě.

## Ekologie
Rostlina nejlépe roste a kvete na vlhké, dobře odvodněné, lehké nebo písčitohlinité půdě na plném slunci. Toleruje však většinu půdních podmínek, včetně širokého rozmezí pH, snáší půdy i částečně slané a málo plodné. Nevyhovují ji zastíněná stanoviště, kde málo kvete. V teplých oblastech roste od nížin až do kopců v nadmořské výšce 2300 m, kde ještě spolehlivě kvete a tvoří semena.
Rozrostlá rostlina nasazuje květy průběžně od června do září, jednotlivý květ kvete jen krátce, obvykle se ráno otvírá a navečer zavírá a usychá. Se stářím se také mění barva květů z červenavé na modravou. Ploidie povijnice nachové je 2n = 30.

## Popis
Jednoletá rostlina s pravotočivými, ovíjivými lodyhami, které bývají dlouhé 1 až 3 m. Lodyhy, pokryté nazpět zahnutými štětinatými chlupy, jsou střídavě porostlé jednoduchými listy s 2 až 6 cm řapíky. Listové čepele bývají dlouhé 2 až 10 cm a stejně tak i široké, v obryse jsou široce srdčité nebo hluboce třícípé, jejich laloky jsou vejčité či obkopinaté a oboustranně měkce chlupaté. Nemají-li rostliny oporu, které se mohou ovitím přichytit, rostou plazivě.
Květy velké 4 až 6 cm vyrůstají v úžlabí listů jednotlivě nebo ve vrcholičnatých květenstvích po dvou až pěti, jsou nálevkovitého tvaru, mívají stopku až 10 cm dlouhou a šídlovité listence. Květy jsou pětičetné, oboupohlavné a jejich vytrvalý kalich má mírně nestejné, podlouhle kopinaté, zelené lístky okolo 1 cm dlouhé a celé chlupaté. Zvonkovitě nálevkovitá koruna má srostlé lístky barvy modré, fialové, růžové, purpurově červené, vzácně i bílé nebo s čárkami tvořící hvězdu, jsou dlouhé průměrně 4,5 cm, hrdlo trubky mají bílé a okraje mělce laločnaté. V květu je pět krátkých tyčinek přirostlých ke korunním plátkům. Kuželovitý semeník srostlý ze tří plodolistů má tři oddíly a v každém dvě vajíčka, krátká čnělka je zakončena hlavičkovitou bliznou. Květy jsou opylovány čmeláky a motýly, někde i kolibříky, v případě jejich nepřítomnosti se opylují samosprašně.
Plod je lysá, hruškovitá, třípouzdrá tobolka asi 1 cm velká se suchými kališními lístky na bázi, která se ve zralosti otvírá víčky. Obsahuje obvykle šest segmentových, červenavě hnědých či tmavě hnědých, hladkých semen s podélnou drážkou. 

## Rozmnožování
Bylina se může rozšiřovat výhradně semeny, kterých rostlina vyprodukuje hojně, plodný jedinec jich za rok vytvoří až 25 000. Semena mohou být po okolí rozptylována větrem, deštěm, ptáky nebo lidskou činností, mohou také kontaminovat semena užitkových rostlin nebo jiných květin. Pro lidi jsou semena považována za nejedlá.
Při pěstování nových rostliny se žádá co nejvčasnější kvetení, proto se semena vysazují pod sklo šest až osm týdnů před posledním jarním mrazem. Semena začínají klíčit až nástupem tepla a vlhka, obvykle v teplotním rozmezí 15 až 35 °C, optimální teplota je okolo 24 °C. Pro usnadnění proniknutí vláhy dovnitř a urychlení klíčení se předem mechanicky narušuje tvrdé osemení. Semenáče se vysazují ven až po posledních jarních mrazících.
Po vyklíčení bývá hypokotyl dlouhý do 10 cm, děložní lístky čtvercovitého tvaru s hlubokým zářezem mají velikost asi 2 cm. Epikotyl může být dlouhý až 1,5 cm, první pravý list je srdčitý až trojúhelníkovitý, má řapík 6 až 28 mm a je 10 až 30 mm dlouhý a 7,5 až 30 mm široký. Druhý list stejného tvaru mívá řapík 3 až 23 mm a čepel dlouhou 10 až 30 mm a širokou 6 až 21 mm širokou.

## Význam
Povijnice nachová se pěstuje pro své pestrobarevné, původně modrofialové květy, byly vyšlechtěny kultivary s různě zbarvenými květy a s rozdílnou vzrůstnosti. Rostlina se také používá v tradiční americké medicíně jako projímadlo nebo lék proti syfilisu.
V některých klimatických oblastech prosperuje tak dobře, že je tam prohlášena za invazní rostlinu. Je tomu tak hlavně mimo Ameriku, místo svého původu. Intenzivně se šíří hlavně v Austrálii a centrální Africe (v Keni, Tanzanii a Ugandě. Ve vlhkém a teplém klimatu se stává rychle rostoucí bylinou v zahradách, ve světlých lesích, na stromořadí podél silnic i na polích. Pne se po plodících stromech a keřích, které obírá o živiny a vodu fixované v půdě a zároveň je zastiňuje před sluncem, případně je svou váhou ohýbá a láme. Obdobně škodí v zahradách a na polích, kde se plazí po vysázených plodinách. Ve volné přírodě napadá keřovité porosty, mokřady, břehy vodních toků a nádrží, kde všude stíní a utlačuje původní druhy vegetace.

## Galerie

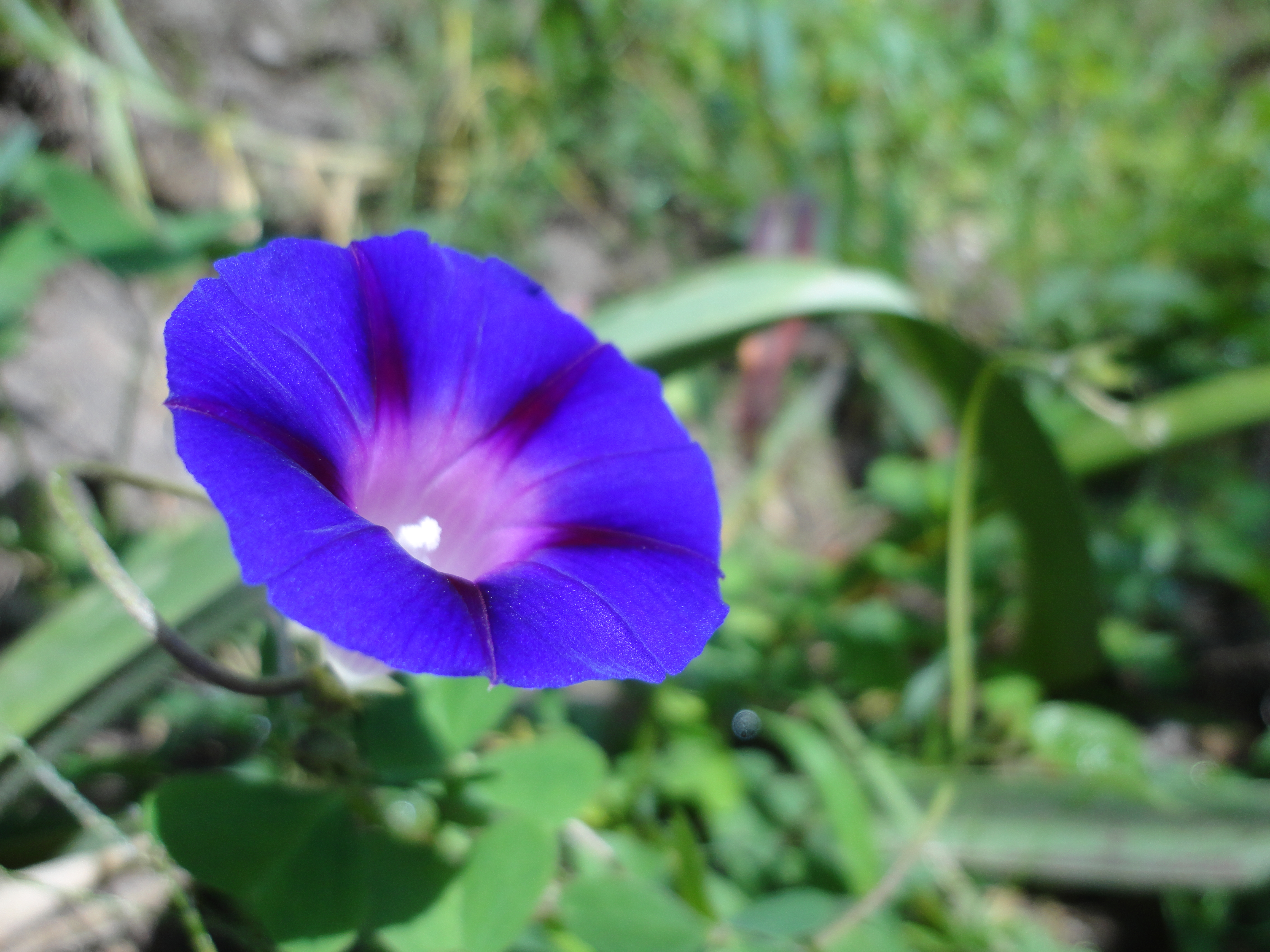
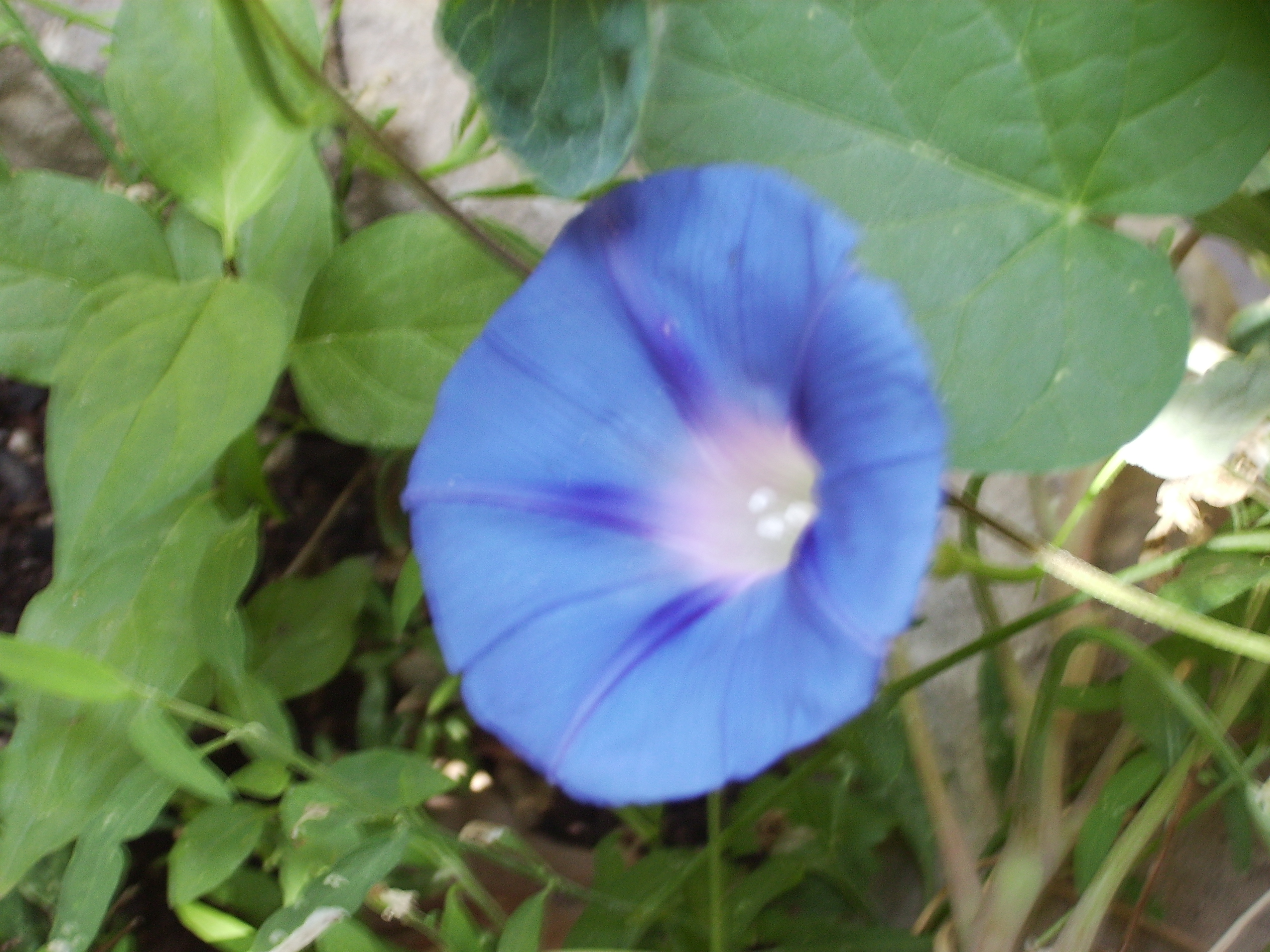
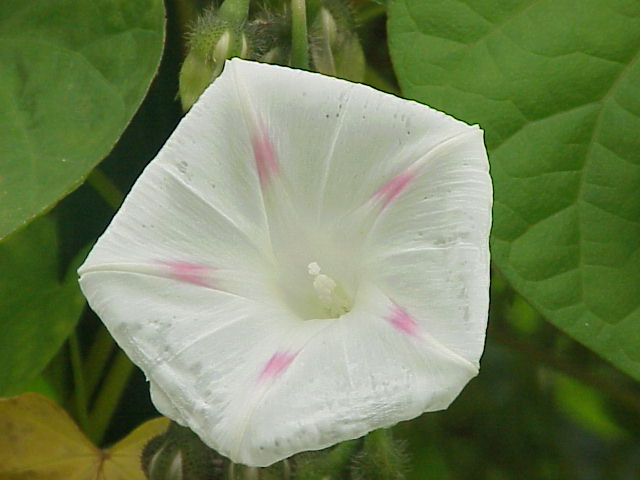
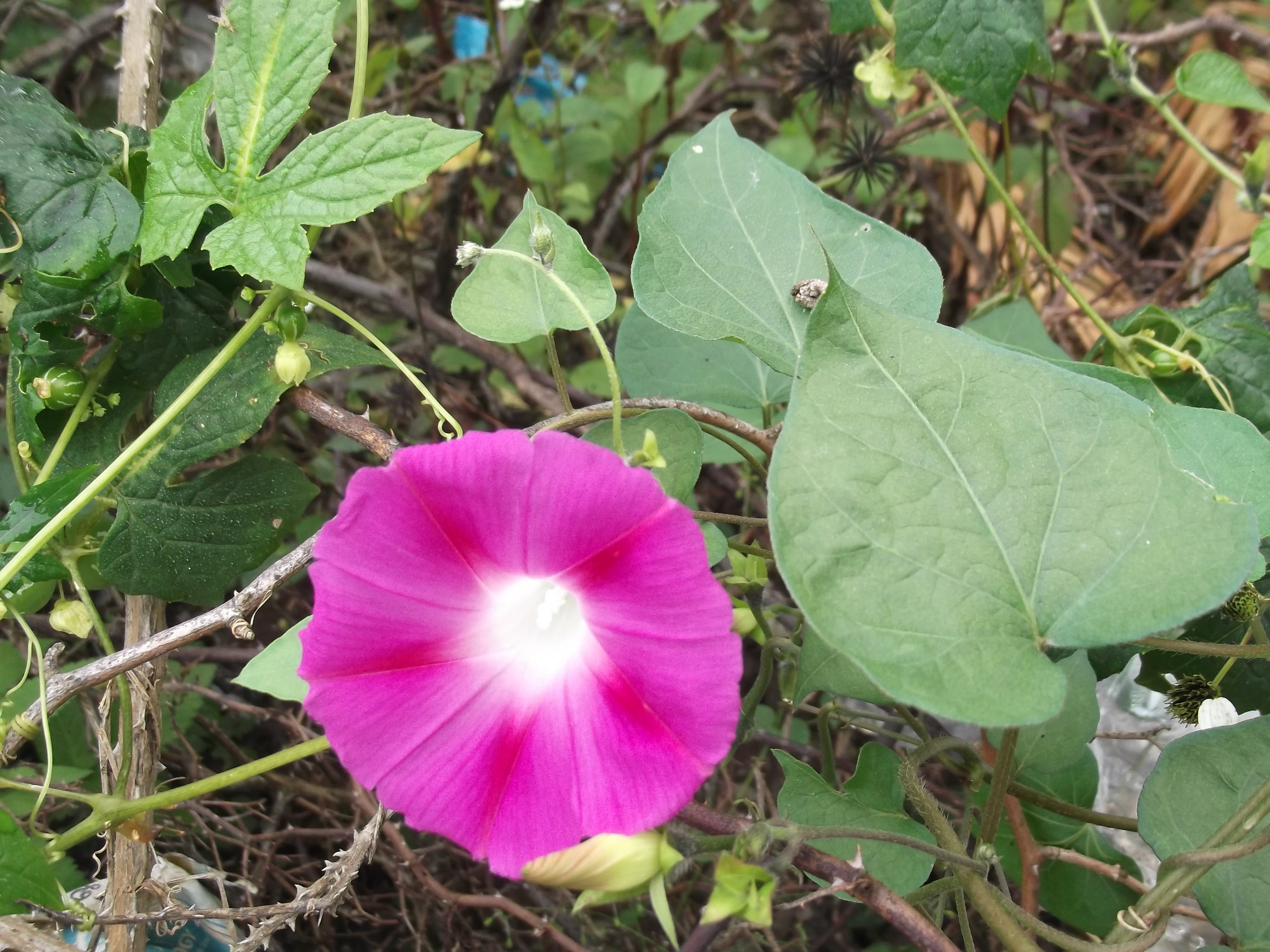

Různě zbarvené květy